# Luis de Urquijo
Luis de Urquijo y Landecho (Madrid, 28 de enero de 1899-Madrid, 7 de julio de 1975) fue un banquero, diplomático y musicólogo español. Ostentó el título nobiliario de ii marqués de Bolarque.

## Biografía
Nació en Madrid el 28 de enero de 1899. Hijo de Estanislao de Urquijo y Ussía, iii marqués de Urquijo, y de su mujer María del Pilar de Landecho y Allendesalazar, ix marquesa de Cábrega.

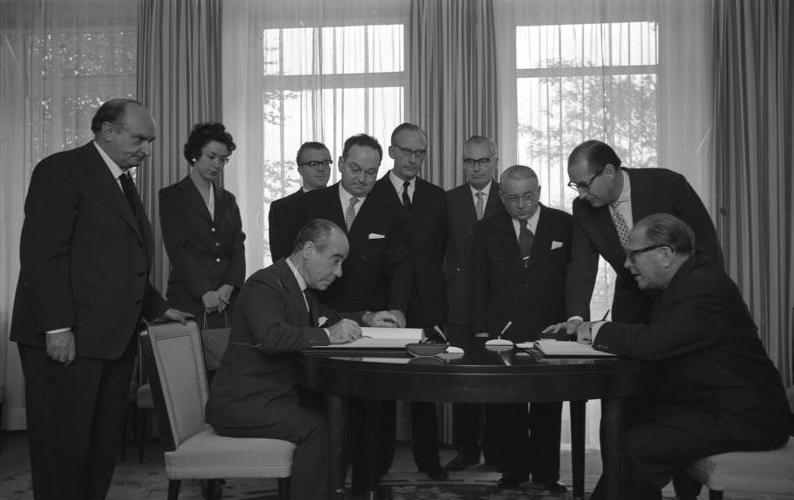
Firmando un tratado con Alemania Occidental en 1960 como embajador de España.

Ejerció de presidente del Real Madrid Club de Fútbol entre 1926 y 1930, y fundó la Orquesta de Cámara de Madrid. Ejerció de embajador de España en Bonn (Alemania Occidental). Ingresó como académico de la Real de Bellas Artes de San Fernando el 3 de marzo de 1968 con la lectura de Destino e ilusión para la obra artística. Llegó a ser presidente del consejo de administración del Banco Urquijo.
Falleció el 7 de julio de 1975 en Madrid.

## Familia y descendencia
Casó con María de la Asunción de Eulate y de la Mata, quinta nieta del II marqués del Castillo del Valle, sobrina-trisnieta de un marqués de Fuerte Gollano, quinta nieta del I conde de Vado, trisnieta del I conde del Valle y I vizconde de la Colina, nieta materna de la V condesa de San Cristóbal, y tuvo cinco hijas y un hijo: 
- María Paloma de Urquijo y Eulate, casada con Pedro Domecq de la Riva, (?-Jerez de la Frontera, 11 de mayo de 1995), nieto paterno de la I marquesa de Domecq d'Usquain, con descendencia
- María Blanca de Urquijo y Eulate (Bilbao, con descendencia
- María de la Luz de Urquijo y Eulate, casada con Jose Luis de Aguilar Otermin, con descendencia
- María del Pilar de Urquijo y Eulate (1927-6 de diciembre de 2003), casada con Alfonso García-Conde Tartiere. Con descendencia.
- María de la Asunción de Urquijo y Eulate, soltera y sin descendencia
- Juan Ignacio de Urquijo y Eulate (27 de enero de 1934 - Madrid, 27 de octubre de 2010), III marqués de Bolarque, casado en Madrid el 28 de junio de 1961 con María del Pilar Rubio y Morenés, nieta materna del VII conde del Asalto, con descendencia

Fue tío de Begoña Urquijo.

## Distinciones
- Gran Cruz de la Orden del Mérito Civil (1958)[9]
- Gran Cruz de la Orden de Isabel la Católica (1960)[10]
- Gran Cruz de la Orden de Carlos III (1964)[11]